# 胡麒生
胡麒生（？—？），字聖遊，號雪田，浙江湖州府德清縣文昌里人。

## 生平
天啓七年（1627年）丁卯科浙江乡试举人，崇祯元年（1628年）以《礼记》联捷戊辰科進士，初授行人司行人，擢任礼科给事中，改补南京兵部武选司主事。明亡後隐居不仕。著有《秋筠集》、《趨庭草》等。

## 家族
曾祖父胡友信，號思泉，隆庆二年进士、顺德知县。祖父胡子晋。父胡公振，字石屏，崇祯元年覃恩封行人，卒年四十八。犹父胡公冑，萬曆四十一年癸丑进士。
子四：会恩、会辰、会星、会临。